# امل‌آباد
امل‌آباد (به انگلیسی: Amlabad) یک منطقهٔ مسکونی در هند است که در جارکند واقع شده‌است.

## خصوصیات
امل‌آباد ۴٬۷۲۳ نفر جمعیت دارد.